# Paolo Golinelli
Paolo Golinelli (* 4. Dezember 1947 in Mirandola) ist ein italienischer Historiker. Golinelli lehrte als Professor für mittelalterliche Geschichte an der Universität Verona. Er hat sich jahrzehntelang intensiv mit Mathilde von Canossa befasst.

## Leben und Wirken
Paolo Golinelli legte 1967 das Abitur in Mirandola ab. Er schloss 1972 bei Ovidio Capitani das Studium der Lettere Moderne an der Universität Bologna ab. Von 1972 bis 1984 war er dementsprechend Lehrer für italienische Literatur, aber auch für Geschichte an Mittel- und Oberstufenschulen im Umkreis von Modena. Von 1984 bis 1988 war er Alumno an der Scuola Nazionale di Studi Medievali, um danach von 1988 bis 2000 zur mittelalterlichen Geschichte an der Universität Verona zu forschen. Von 2000 bis 2011 war er außerordentlicher Professor und von 2011 bis 2016 ordentlicher Professor für mittelalterliche Geschichte an der Universität Verona, nämlich am Dipartimento „Tempo, Spazio, Immagine e Società“. Seit dem 11. Oktober 2016 ist er im Ruhestand.
Seine Forschungsschwerpunkte sind Religion und Gesellschaft des Mittelalters, Hagiographie und Heiligenverehrung, Mathilde von Canossa und das mittelalterliche Mönchtum. Von den italienischen Mediävisten hat sich in den letzten drei Jahrzehnten am intensivsten Golinelli mit Mathilde von Canossa befasst. Zu ihr legte er zahlreiche Studien vor. Golinelli untersuchte die Beziehungen Mathildes zu ihrer Mutter und Papst Gregor VII. die politischen Beziehungen zwischen Mathilde und Heinrich V., Mathildes vermeintliche Adoption von Guido Guerra um 1099 die Rolle der Markgräfin Mathilde bei der Gründung des Klosters von Orval, die Beziehungen zwischen Erzbischof Anselm von Canterbury und Mathilde, vom Ursprung des Mythos der Gräfin oder die Rezeption Mathildes über die Jahrhunderte hinweg. Golinelli hält die Mathildische Schenkung an die Kurie von 1102 für eine Fälschung aus den dreißiger Jahren des 12. Jahrhunderts. Mathilde habe vielmehr Heinrich V. 1110/11 zu ihrem einzigen Erben gemacht. Golinelli war Koordinator und Organisator zahlreicher internationaler Konferenzen. Zur 900. Wiederkehr von Mathildes Zusammenkunft mit ihren Verbündeten in Carpineti wurde im Oktober 1992 ein von der Provinz Reggio Emilia finanziell unterstützter Kongress abgehalten. Golinelli gab die Beiträge dieser Tagung 1994 heraus. Ein internationaler Kongress in der Reggio Emilia im September 1997 widmete sich ihrem Nachleben in kultureller und literarischer Hinsicht. Die Beiträge gab Golinelli 1999 heraus. Er veröffentlichte 1991 eine Biographie zu Mathilde, die 1998 ins Deutsche übersetzt wurde. Über die wichtigste Quelle zu Mathilde, die Vita Mathildis von Donizo, legte er 2008 eine Edition vor. Im Jahr 2003 veröffentlichte er eine Darstellung über die verschiedenen Bilder zu Mathilde im Laufe der Jahrhunderte. Er war von 2010 bis 2015 Direktor vom Centro Studi Matildici.
Seit 1979 leitet er die Arbeitsgruppe Storia del monastero di San Benedetto Polirone, die sich mit der Geschichte des Klosters Polirone südöstlich von Mantua auseinandersetzt und aus der acht Publikationen hervorgegangen sind. Mit Bruno Andreolli gab er 1983 eine Bibliographie zum canusinischen Hauskloster Polirone heraus. Die Bibliographie beschränkt sich auf das Mittelalter bis 1420 und listet 648 Titel auf. Mit Rosella Rinaldi und Carla Villani gab er 1993 eine Edition mit 113 Dokumenten aus dem Zeitraum 961 und 1125 heraus. Dabei war die größte Herausforderung für die Edition das Sammeln des Materials, da die Urkunden in Oberitalien weit verstreut sind. Der zweite Teil der Urkundenedition für den Zeitraum 1126 bis 1200 gab er mit Rosella Rinaldi 2011 heraus. Den dritten Teil für den Zeitraum 1201 bis 1464 gab er mit Emanuela Lanza 2016 heraus. Golinelli war 1998 Herausgeber eines Sammelbandes zur Geschichte des Klosters Polirone von 961 bis 1125. Er selbst befasste sich dabei mit den Verbindungen der Markgräfin Mathilde zum Kloster. Er war Präsident des Wissenschaftlichen Komitees für das tausendjährige Jubiläum Polirones (1007–2007). Er gab 2009 zum Kloster Polirone einen Ausstellungskatalog zur Kunst und Geschichte von 1007 bis 2007 heraus.
Zum 900. Todestag von Bischof Anselm II. von Lucca in Mantua wurde im Mai 1986 von Stadt, Diözese und Provinz Mantua in Zusammenarbeit mit der Region Lombardia und der Universität Bologna ein internationaler wissenschaftlicher Kongress veranstaltet. Anselm fand sein Grab in Mantua und gilt als Stadtpatron. Golinelli gab die Beiträge der Tagung ein Jahr später heraus. Er veröffentlichte 1996 eine Darstellung über Papst Coelestin V. 2001 erschien von ihm eine Arbeit zu Adelheid von Burgund, der Ehefrau Otto des Großen.

## Schriften
Quelleneditionen
- mit Emanuela Lanza: Codice diplomatico polironiano. 3: 1201–1464. Cartulario del monastero di San Benedetto Polirone, Verona, Biblioteca civica, ms. n. 736 (= Il mondo medievale. Band 20).  Pàtron, Bologna 2016.
- mit Rosella Rinaldi: Codice diplomatico polironiano. 2: 1126–1200 (= Storia di San Benedetto Polirone. Sez. 2.: Documenti). Pàtron, Bologna 2011.
- Donizone, Vita di Matilde di Canossa. Edizione, traduzione e note di Paolo Golinelli, con un saggio di Vito Fumagalli, Biblioteca di Cultura Medievale (= Di fronte e attraverso. Band 823). Jaca book, Milano 2008, ISBN 978-88-16-40823-4.
- mit Rosella Rinaldi und Carla Villani: Storia di San Benedetto Polirone. Band 2, 1: Codice diplomatico polironiano, 961–1125. Pàtron, Bologna 1993.

Monographien
- L’ancella di san Pietro. Matilde di Canossa e la Chiesa. Jaca Book, Milano 2015, ISBN 978-88-16-41308-5.
- I mille volti di Matilde. Immagini di un mito nei secoli. F. Motta, Milano 2003, ISBN 88-7179-420-6.
- Adelaide. Regina santa d’Europa. Jaca Book, Milano 2001, ISBN 88-16-43511-9.
- Il papa contadino. Celestino V e il suo tempo. Camunia, Firenze 1996, ISBN 88-7767-205-6.
- Matilde e i Canossa nel cuore del medioevo. Camunia, Milano 1991, ISBN 88-7767-104-1.
  - Mathilde und der Gang nach Canossa. Im Herzen des Mittelalters. Aus dem Italienischen von Antonio Avella. Artemis & Winkler, Düsseldorf u. a. 1998, ISBN 3-538-07065-2.

Herausgeberschaften
- L’abbazia di Matilde. Arte e storia in un grande monastero dell’Europa benedettina. San Benedetto Po (1007–2007).  Pàtron, Bologna 2008, ISBN 978-88-555-2975-4.
- Matilde di Canossa nelle culture europee del secondo millennio. Dalla storia al mito. Atti del convegno internazionale di studi, Reggio Emilia, Canossa, Quattro Castella, 25–27 settembre 1997 (= II mondo medievale. Band 8). Pàtron, Bologna 1999, ISBN 88-555-2494-1.
- Storia di San Benedetto. Le origini (961–1125) (= Il mondo medievale. Band 6). Pàtron, Bologna 1998, ISBN 88-555-2446-1.
- I poteri dei Canossa. Da Reggio Emilia all’Europa. Atti del convegno internazionale di studi (Reggio Emilia-Carpineti, 29–31 ottobre 1992). Pàtron, Bologna 1994, ISBN 88-555-2301-5.
- Sant’Anselmo, Mantova e la lotta per le investiture. Atti del convegno internazionale di studi (Mantova, 23–25 maggio 1986). Pàtron, Bologna 1987.